# Каспа (Красноярский край)
Каспа — поселок в Курагинском районе Красноярского края в составе Кордовского сельсовета.

## География
Находится примерно в 53 километрах по прямой на северо-восток от районного центра поселка Курагино у разъезда железнодорожной линии Абакан-Тайшет.

## Климат
Климат резко континентальный с холодной зимой и жарким летом, суровый, с большими годовыми и суточными амплитудами температуры. Среднегодовая температура воздуха в северо-западной части — 1,5°С. Зима суровая и продолжительная. Морозы доходит до минус 40°С. Лето теплое, продолжается свыше двух месяцев. Безморозный период длится 106 дней; дней с температурой 5°С и более — 129. Средне-годовая температура колеблется от 0°С до минус 1°С. Продолжительность безморозного периода в центре котловины от 105 дней до 97 дней. Количество осадков 320—500 мм. Максимум осадков приходится на лето.

## Население
Постоянное население в 2010 году не было учтено.